# 科罗阿塔
科罗阿塔是巴西马拉尼昂州的一个市镇。总面积2263.823平方公里，总人口63081人，人口密度27.9人/平方公里。